# Principe de Harnack
Pour les articles homonymes, voir Harnack.
En analyse complexe, le principe de Harnack est un théorème concernant la convergence de fonctions harmoniques.
Si les fonctions {\displaystyle u_{1}(z)}, {\displaystyle u_{2}(z)}, ... sont harmoniques sur un ouvert connexe {\displaystyle G} du plan complexe C, et
{\displaystyle u_{1}(z)\leq u_{2}(z)\leq ...}
en tout point {\displaystyle z} de {\displaystyle G}, alors la limite
{\displaystyle \lim _{n\to \infty }u_{n}(z)}
est soit infinie en chaque point du domaine de définition {\displaystyle G}, soit finie en chaque point de ce domaine. Dans les deux cas, la convergence est uniforme sur chaque sous-ensemble compact de {\displaystyle G}. Dans le second cas, la fonction
{\displaystyle u(z)=\lim _{n\to \infty }u_{n}(z)}
est harmonique sur {\displaystyle G}.